# Стабровский, Казимир
Казимир Антонович Стабровский (пол. Kazimierz Stabrowski);(21 ноября 1869, деревня Крупляны, Минская губерния ― 8 июня 1929), Гарволин, Мазовецкое воеводство — российско-польский живописец, педагог, первый директор Академии изящных искусств в Варшаве.

## Биография

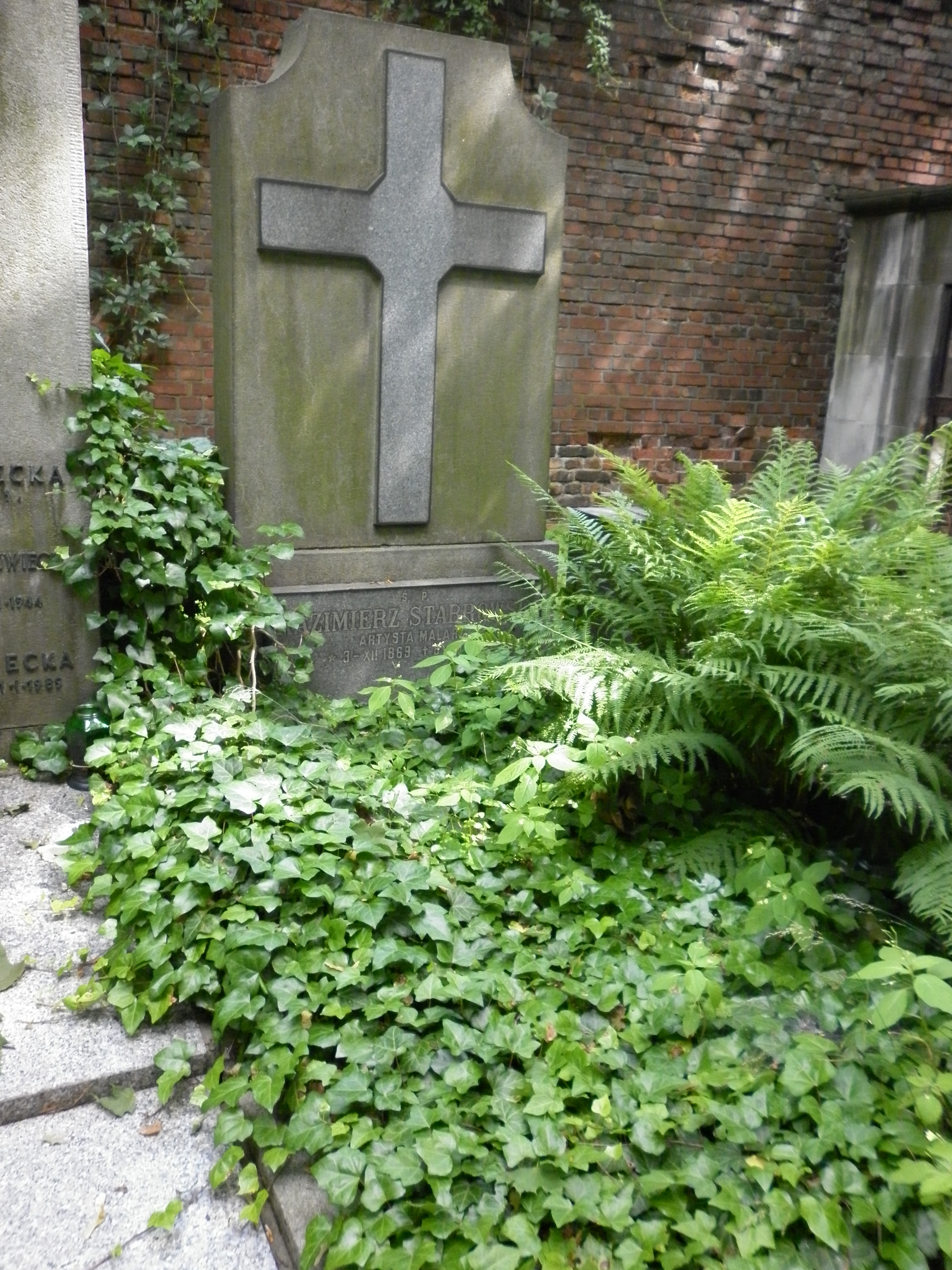
Могила Казимира Стабровского

Родился в семье мелкопоместного шляхтича, бывшего штабс-капитана Антона Стабровского и Софии Пилецкой. Двоюродный брат археолога, основателя Слонимского краеведческого музея Иосифа Стабровского. Учился в реальном училище Белостока (1880―1887). В 1887―1897 гг. учился в Высшем художественном училище при Императорской Академии художеств, ― сначала у Павла Чистякова, затем с 1895 года у Ильи Репина. Поддерживал дружбу с учившимися там же Фердинандом Рущицем, Казимиром Васильковским, Генрихом Вейсенгофом, Станиславом Сестренцевичем, с Обществом художников им. А. И. Куинджи. Получил малую серебряную медаль Академии за этюд «Мужчина, тянущий верёвку» (1890), в 1892 — малую и большую серебряные медали, в 1893 — большую серебряную медаль.
В 1893 году совершил путешествие на Восток, в Бейрут и Палестину, посещая по пути Одессу, Константинополь, Грецию и Египет. В соответствии с практикой академических художников, собирал там материал, который использовал позже, в частности, для воспроизведения топографических и костюмных реалий. Итогом поездки стала картина «Магомет в пустыне» («Побег из Мекки») (1894), после чего К. Стабровский получил звание классного художника и золотую медаль Академии, был избран членом комиссии выставок.
В 1902 году обвенчался с ученицей скульптурного отделения Академии художеств Юлией Янишевской (1869―1941). Казимиром Стабровским написано несколько портретов Юлии (в том числе «Портрет невесты Юлии Янишевской», 1896, частая коллекция; два «Портрета жены», 1907 и 1908 — оба в Национальном музее в Варшаве).
После 1894 года некоторое время жил в родовой усадьбе, работая над пейзажными картинами. В 1897―1898 гг. обучался у Жан-Жозеф Бенжамен-Констана и Жан-Поль Лорана в Академии Жюлиана в Париже, где познакомился с новыми художественными течениями ― импрессионизмом и фовизмом. После возвращения в Петербург (1898), активно участвовал в художественной жизни, создал ряд картин, выставлялся в Париже (1900), Мюнхене (1901), Венеции (1903). Опубликовал статьи об искусстве: «О старом и новом искусстве» («Новое время», 1900), «Художественное движение в Петербурге» («Ruch artystyczny w Petersburgu», «Kraj», 1899), «Живопись сегодня. Несколько впечатлений от весенней выставки в Академии художеств в Петербурге» («Dzisiejsze malarstwo. Kilka wrażeń z wiosennej wystawy w Akademii sztuk pięknych w Petersburgu», «Kraj», 1900). В 1902 году стал членом краковского Общества польских художников «Искусство» («Sztuka»).
В 1903 году переехал с женой в Варшаву, где с Конрадом Кржижановским открыл частную школу живописи. Занимался воссозданием Академии изящных искусств в Варшаве, открывшейся в марте 1904 года. К. Стабровский стал первым директором. В 1909 году из-за конфликта с опекунским комитетом и Педагогическим советом, давшим отрицательную оценку его преподавательской деятельности и увлечения оккультизмом, должность оставил.
В 1909―1913 гг. путешествовал по Европе. Летом жил в арендованном имении Длужнево Витебской губернии. С 1914 года в Петрограде (1915), и Москве (1916) организовал большую выставку своих работ. По рекомендации И. Репина, В. Беклемишева и В. Матэ выдвигался в академики живописи, но по результатам голосования не прошёл. В дальнейшем участвовал в петроградских художественных выставках, создавал костюмы и декорации для московского Польского театра. В 1918 году вернулся в Варшаву. В 1922 году стал соучредителем группы «Sursum Corda».
Похоронен на кладбище Старые Повонзки в Варшаве.

## Творчество
В начале творческого пути тяготел к пейзажной живописи («Деревенская тишина», «Белая ночь в Петербурге», «Белая ночь в Финляндии» «Сумерки в Лазенковском парке в Варшаве»), в меньше мере ― к камерным портретам. В начале 1890-х, увлекшись оккультизмом, писал картины символико-мистического характера (цикл «Шествие грозы» (1907―1910).
Почти все картины Стабровского, написанные им до 1914 года, пропали. В последние годы жизни писал пейзажи, навеянные путешествиями. В 1934 году вдова К. Стабровского передала 59 его работ Национальному музею в Варшаве.

## Галерея

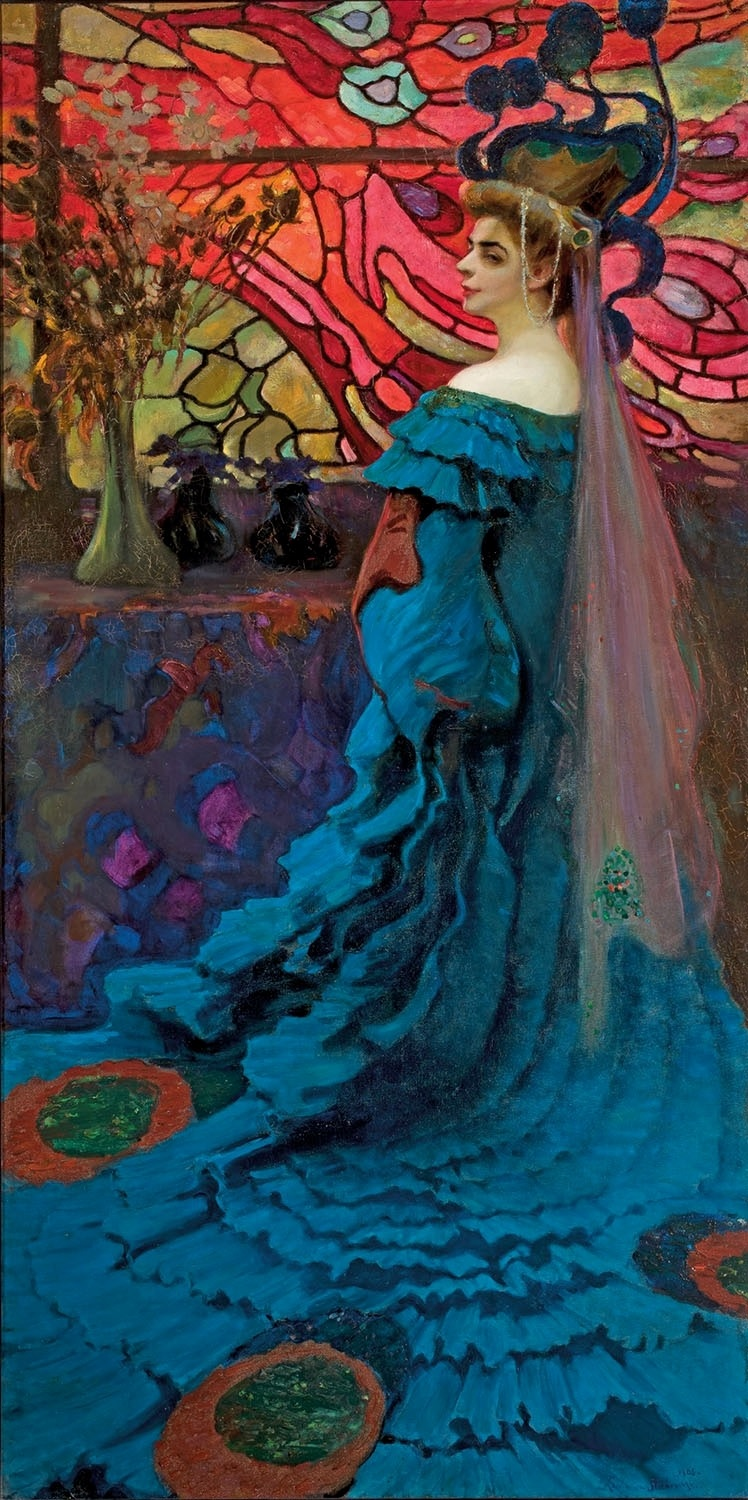
Витражное окно (1908)
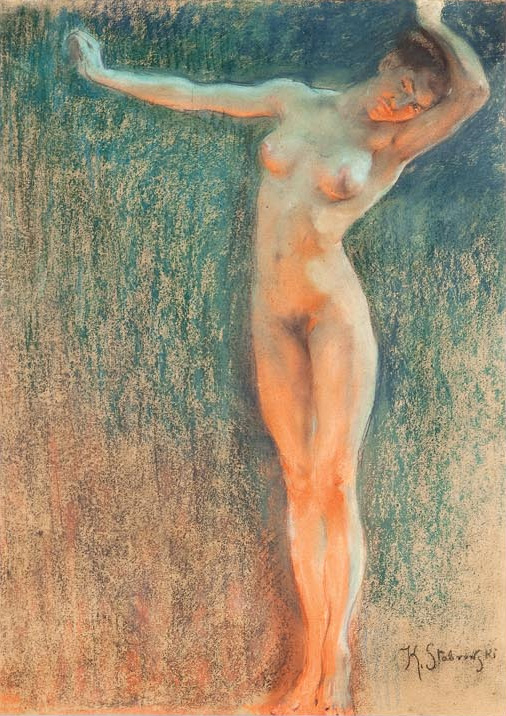
Ню рассвет (1902)
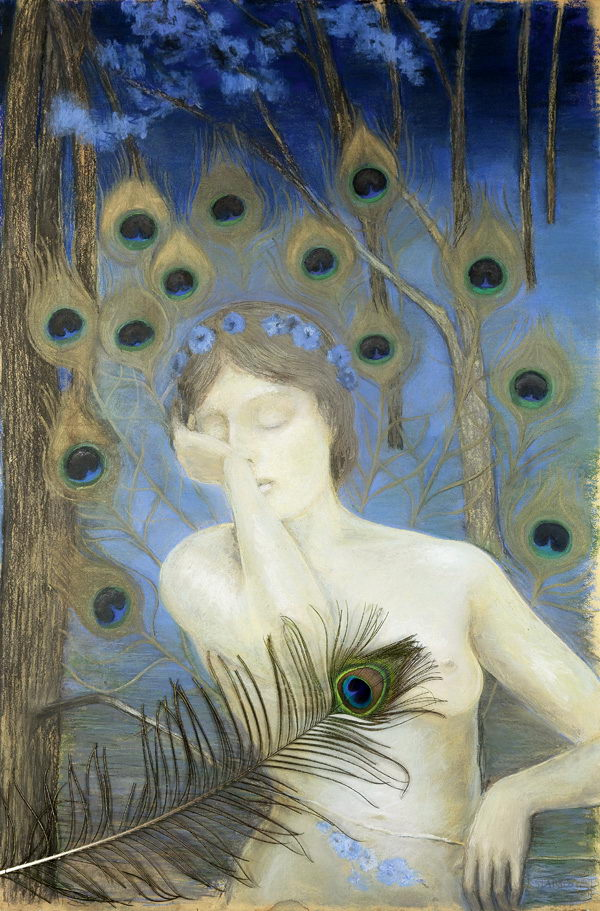
Ню с павлиньими перьями (1900)
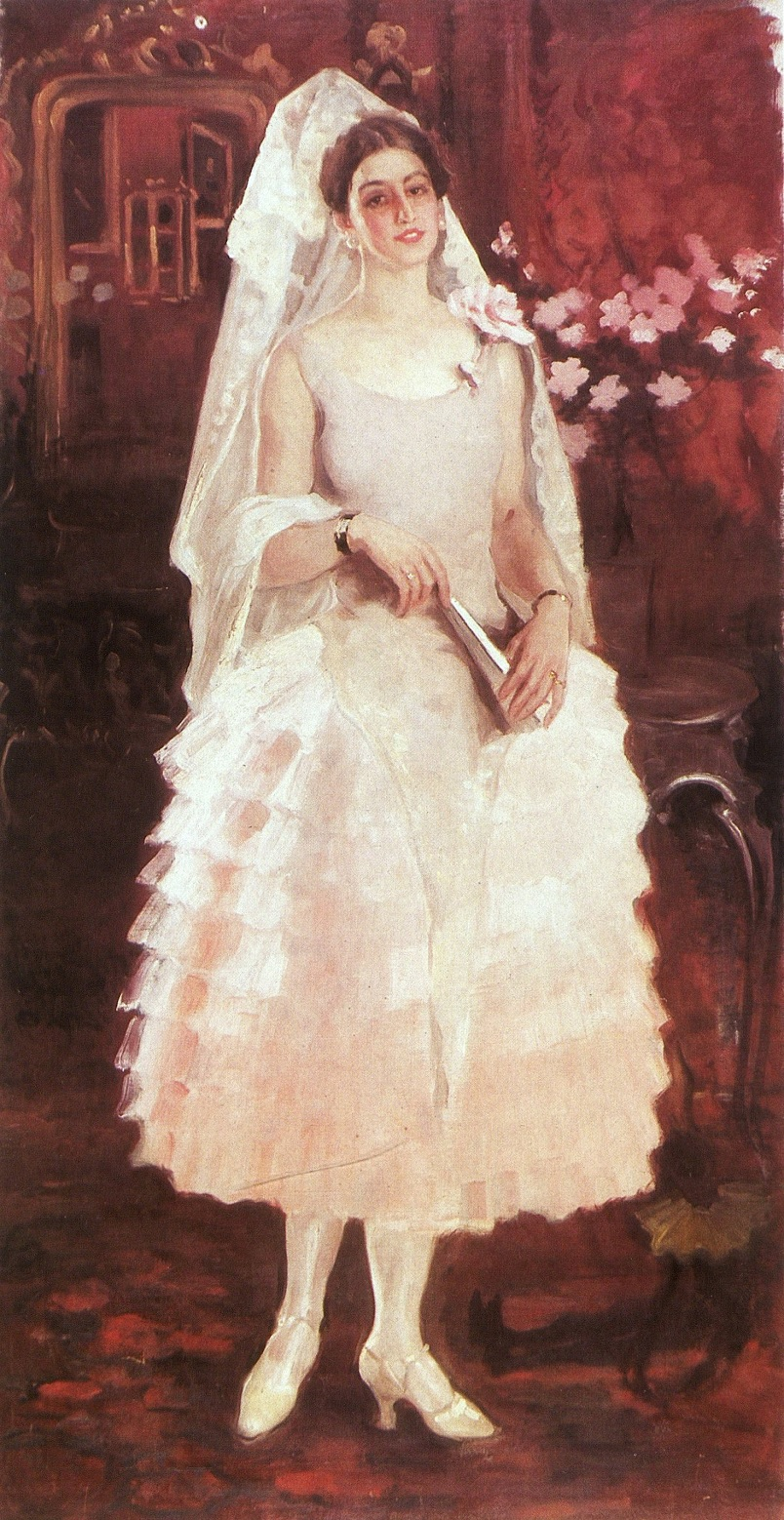
Испанская женщина (1928)
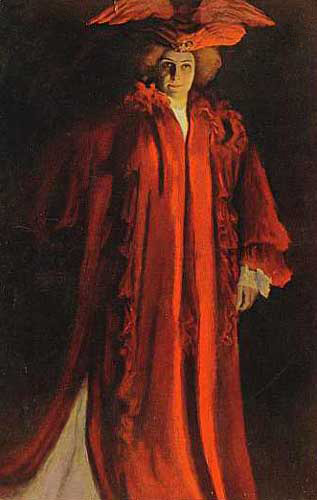
Портрет актрисы Ванды Семашковской (1910)